# Scutul lui Brennus

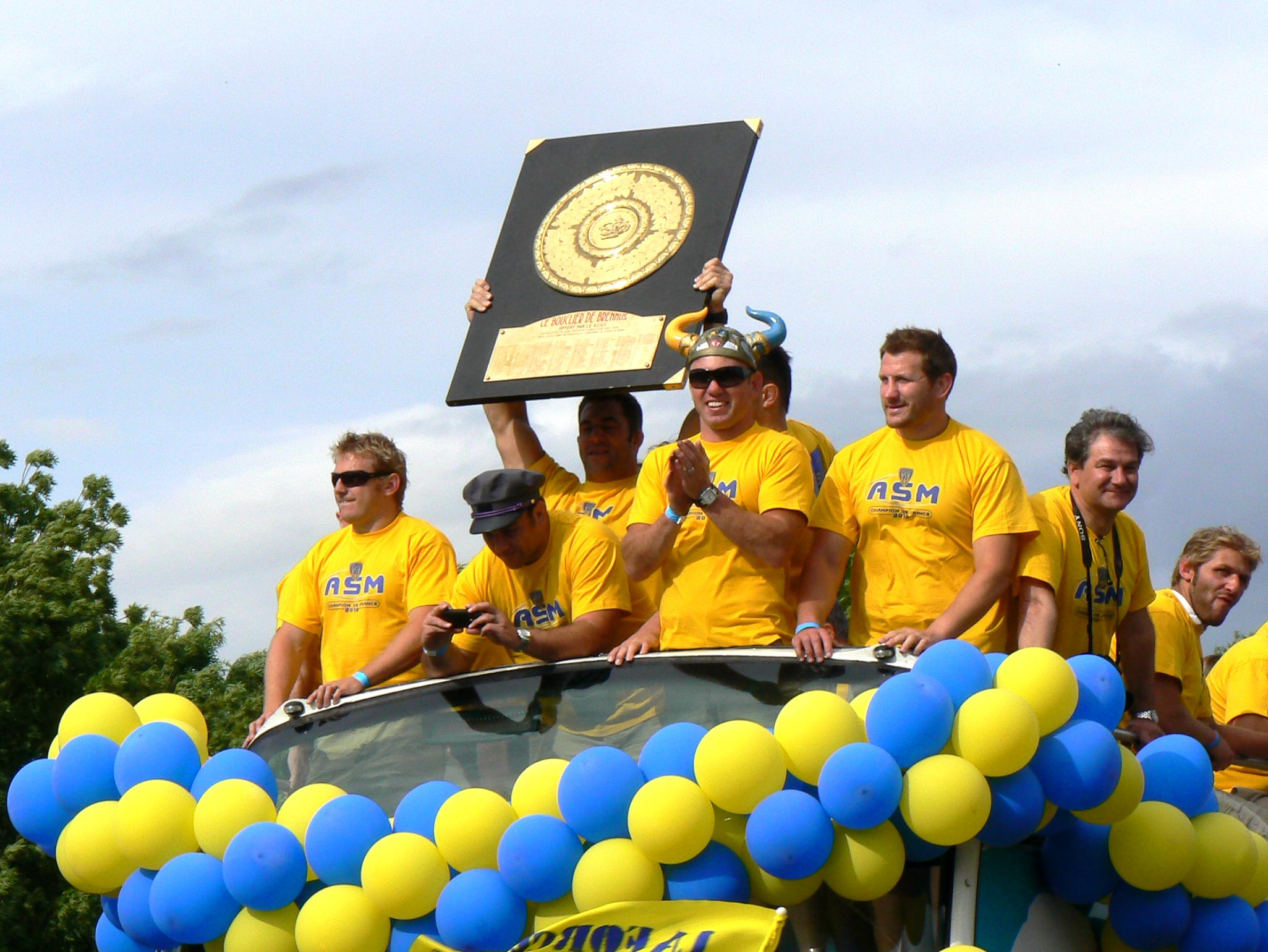
Jucătorii clubului câștigător ASM ridică Scutul în 2010

Scutul lui Brennus (în franceză bouclier de Brennus) este numele sub care este cunoscut trofeul cucerit de clubul câștigător al Top 14, liga de elită de rugby în XV din Franța.
Nu a fost numit după șeful galic Brennus, ci după artistul Charles Brennus, care l-a sculptat în anul 1892 după un desen al lui Pierre de Coubertin. Charles Brennus a fost și cofondatorul al Uniunii Societăților Franceze de Sporturi Atletice (în franceză Union des Sociétés Françaises de Sports Athlétiques), strămoșul Federației Franceze de Rugby.
Trofeul constă într-un scut din cupru cu diametrul de 52 cm și o placă, și ea din cupru, montați pe un fund de lemn. Întregul ansamblu are un metru lungime și 75 cm lățime. Greutatea este aproximativ de 20 kg. Pe scutul figurează stema a USFSA, două inele întrepătrunse și motto-ul în latină „Ludus pro Patria” („Jocuri pentru Patria”); placa menționează lista cluburilor câștigători. Scutul este poreclit afectuos „bucata de lemn” (în franceză le bout de bois) sau „lou planchot” în limba occitană.
Scutul este păstrat la sediul Federației, din Marcoussis, localitate la sud-vest de Paris. Este ridicat de jucătorii campioni în cadrul ceremoniei care ia loc în tribuna oficială la sfârșitul finalei campionatului. Apoi este luat pentru „repriza a treia” și sărbătorii, unde este o tradiție să maltrateze scutul: de-a lungul existenței sale, a fost folosit, între altele, ca paletă de băgat pizza, ca planșă de surfing și ca targă de transport.
Până în 2015, scutul a fost cucerit de 26 de cluburi diferite. Șase jucători de rugby români au ridicat scutul: Mihai Wusek (cu La Voulte în 1969), Adrian Lungu (cu Castres în 1993), Petru Bălan (cu Biarritz în 2006 și 2007), Marius Tincu și Ovidiu Tonița (cu Perpignan în 2009), iar Mihai Lazăr (cu Castres în 2013).